# MMOLcarga
Milimol-carga ou mmolc é uma unidade utilizada para expressar a capacidade de troca catiónica de determinado solo 